# Liste de journaux et revues de géographie
Ceci est une liste partielle des journaux et revues dont les articles traitent de géographie. Les journaux et revues de vulgarisation ne sont pas répertoriés. 

## Paraissant régulièrement aujourd'hui
| Nom                                                           | Éditeur                                           | Langue                               | Fondation | Direction éditoriale | Périodicité    | Orientation                                                        |
| ------------------------------------------------------------- | ------------------------------------------------- | ------------------------------------ | --------- | --- | -------------- | ------------------------------------------------------------------ |
| Annals of the Association of American Geographers             | Routledge                                         | Anglais                              | 1911      | Mark Fonstad, Mei-Po Kwan, Bruce Braun et Richard Wright                                                                                            | bimestriel     |                                                                    |
| Annales de géographie                                         | Armand Colin                                      | Français                             | 1891      | | bimestriel     |                                                                    |
| Antipode                                                      | Wiley                                             | Anglais                              | 1969      | Nik Theodore, Sharad Chari, Tariq Jazeel, Katherine McKittrick et Jenny Pickerill                                                                   | bimestriel     | Géographie radicale, géographie critique                           |
| Applied Geography                                             | Elsevier                                          | Anglais                              | 1981      | Nancy Hoalst-Pullen et Mark Patterson |                | Géographie appliquée                                               |
| Arctic                                                        | Arctic Institute of North America                 | Anglais                              | 1948      | Karen McCullough | trimestriel    |                                                                    |
| Area                                                          | Wiley                                             | Anglais                              | 1969      | Kavita Datta, Peter Kraftl et Paul Wood | trimestriel    |                                                                    |
| Berichte. Geographie und Landeskunde                          | Deutsche Akademie für Landeskunde                 | Allemand                             | 1941      | Rüdiger Glaser, Winfried Schenk, Joachim Vogt, Reinhard Wießner, Harald Zepp et Ute Wardenga                                                        | trimestriel    |                                                                    |
| Building and Environment                                      | Elsevier                                          | Anglais                              | 1965      | Qingyan Chen | trimestriel    | Aménagement Urbanisme                                              |
| Business Strategy and the Environment                         | Wiley                                             | Anglais                              | 1992      | Richard Welford | 8 / an         | Entreprises et environnement                                       |
| Cahiers d'Outre-Mer                                           | Presses universitaires de Bordeaux                | Français                             | 1948      | François Bart | trimestriel    | Géographie tropicale                                               |
| City                                                          | Routledge                                         | Anglais                              | 1996      | Bob Catterall, Dan Swanton, Andreas Chatzidakis, Shipra Narang-Suri, Romola Sanyal, Hyun Bang Shin, Antonis Vradis                                  | bimestriel     | Géographie urbaine                                                 |
| Computers & Geosciences                                       | Elsevier                                          | Anglais                              | 1975      | J. Caers et E. Pebesma | mensuel        | Système d'information géographique                                 |
| Computers, Environment and Urban Systems                      | Elsevier                                          | Anglais                              | 1980      | Jean-Claude Thill | bimestriel     | Système d'information géographique Analyse spatiale                |
| Cultural Geographies                                          | SAGE                                              | Anglais                              | 1994      | Tim J. Cresswell, Dydia DeLyser | trimestriel    | Géographie culturelle                                              |
| Cybergeo                                                      | OpenEdition                                       | Anglais, Français                    | 1996      | Denise Pumain, Natacha Aveline et Emilie Lavie, Christine Kosmopoulos (responsable éditoriale)                                                      |                |                                                                    |
| eco.mont                                                      | SAGE                                              | Anglais                              | 2009      | Axel Borsdorf, Günter Köck | semestriel     | Montagnes, préservation et aménagement                             |
| Ecography                                                     | Wiley                                             | Anglais                              | 1978      | Miguel Araujo |                | Biogéographie et Macro-écologie                                    |
| Economic Geography                                            | Clark University                                  | Anglais                              | 1925      | James T. Murphy, David Rigby, Andrés Rodríguez-Pose, Henry Wai-chung Yeung et Yuko Aoyama                                                           | trimestriel    | Géographie économique                                              |
| Economy and Society                                           | Routledge                                         | Anglais                              | 1972      | Fran Tonkiss, Samantha Ashenden, Andrew Barry, Laura Bear, Nigel Dodd, Maxine Molyneux, Thomas Osborne, Bronwyn Parry, Nikolas Rose et Sami Zubaida | trimestriel    | Transdisciplinarité                                                |
| Ecosystem Services                                            | Elsevier                                          | Anglais                              | 2012      | L. Braat | trimestriel    | Écologie et Aménagement                                            |
| Energy for Sustainable Development                            | Elsevier                                          | Anglais                              | 1994      | Daniel B. Jones | bimestriel     | Géographie de l'énergie Développement durable                      |
| Environmental Impact Assessment Review                        | Elsevier                                          | Anglais                              | 1980      | Alan Bond | bimestriel     | Étude d'impact                                                     |
| Environmental Science and Policy                              | Elsevier                                          | Anglais                              | 1998      | M. Beniston | 8 / an         | Science de l'environnement Politiques environnementales            |
| Environmental politics                                        | Routledge                                         | Anglais                              | 1992      | Christopher Rootes, Sherilyn MacGregor, Arthur Mol et Anthony R. Zito                                                                               | bimestriel     | Politiques environnementales                                       |
| Environment and Planning A                                    | SAGE                                              | Anglais                              | 1969      | Jamie Peck, Nigel Thrift | mensuel        | Interface nature-société                                           |
| Environment and Planning B                                    | SAGE                                              | Anglais                              | 1974      | Michael Batty, Richard Harris et David O'Sullivan                                                                                                   | mensuel        | Analyse spatiale, urbanisme et aménagement du territoire           |
| Environment and Planning C                                    | SAGE                                              | Anglais                              | 1983      | Andrés Rodríguez-Pose et Henrik Selin | mensuel        | Gouvernance et politiques publiques                                |
| Environment and Planning D                                    | SAGE                                              | Anglais                              | 1979      | Deborah Cowen, Stuart Elden, Natalie Oswin et Mary Thomas                                                                                           | mensuel        | Espace et société                                                  |
| Die Erde                                                      | Gesellschaft für Erdkunde                         | Allemand                             | 1853      | Gabriele Broll, Oliver Bens, Martin Coy, Werner Eugster, Elmar Kulke et Rainer Wehrhahn                                                             | trimestriel    |                                                                    |
| Erdkunde                                                      | Université de Bonn                                | Allemand                             | 1947      | Jörg Löffler | trimestriel    |                                                                    |
| L'Espace géographique                                         | Belin                                             | Français                             | 1972      | Nadine Cattan, Denise Pumain et Marie-Claire Robic                                                                                                  | trimestriel    | Analyse spatiale                                                   |
| L'Espace politique                                            | OpenEdition                                       | Français                             | 2007      | Stéphane Rosière | trimestriel    | Géopolitique, géographie politique                                 |
| Espace populations sociétés                                   | OpenEdition                                       | Français                             | 1983      | Vincent Piédanna, Frédérique Cornuau et Thierry Eggerickx                                                                                           | triannuel      |                                                                    |
| Ethics, Policy & Environment                                  | Routledge                                         | Anglais                              | 2000      | Benjamin Hale et Andrew Light | triannuel      | Éthique environnementale, politiques, philosophie de la géographie |
| Études caribéennes                                            | OpenEdition                                       | Français                             | 2004      | Olivier Dehoorne | quadrimestriel | Géographie, aménagement, économie et sciences sociales             |
| Futures                                                       | Elsevier                                          | Anglais                              | 1968      | Ted Fuller | mensuel        |                                                                    |
| Géocarrefour                                                  | OpenEdition                                       | Français                             | 1926      | Christian Montès, Anne Honegger et Eric Verdeil | trimestriel    |                                                                    |
| Geografiska Annaler Series A                                  | Société Suédoise d'Anthropologie et de Géographie | Anglais                              | 1997      | Peter Jansson et Hans W. Linderholm | trimestriel    | Géographie physique                                                |
| Geografiska Annaler Series B                                  | Société Suédoise d'Anthropologie et de Géographie | Anglais                              | 1997      | Örjan Sjöberg et Richard Ek | trimestriel    | Géographie humaine                                                 |
| Geographica Helvetica                                         | Copernicus Publications                           | Allemand, Anglais, Italien, Français | 1899      | Martin Hoelzle, Myriam Houssay-Holzschuch, Francisco Klauser, Benedikt Korf, Emmanuel Reynard et Ola Söderström                                     | trimestriel    |                                                                    |
| Geographical Analysis                                         | Ohio State University - Wiley                     | Anglais                              | 1969      | Sergio J. Rey, Phaedon Kyriakidis, Harvey Miller, Elizabeth Wentz                                                                                   | trimestriel    | Géographie quantitative                                            |
| The Geographical Journal                                      | Wiley                                             | Anglais                              | 1831      | Keith Richards | trimestriel    |                                                                    |
| Geographical Review                                           | Wiley                                             | Anglais                              | 1916      | David H. Kaplan | trimestriel    |                                                                    |
| Geographische Revue                                           |                                                   | Allemand                             | 1999      | Jörg Becker et Günther Beck | semestriel     |                                                                    |
| Geographische Rundschau                                       | Westermann                                        | Allemand                             | 1949      | Boris Braun, Christoph Dittrich et Jürgen Herget | mensuel        |                                                                    |
| Geographische Zeitschrift                                     | Steiner                                           | Allemand, Anglais                    | 1895      | Detlef Müller-Mahn | trimestriel    |                                                                    |
| Geoforum                                                      | Elsevier                                          | Anglais                              | 1970      | Pádraig Carmody | bimestriel     |                                                                    |
| GeoInformatica                                                | Springer                                          | Anglais                              | 1997      | S. Shekhar, E. Bertino | trimestriel    | Système d'information géographique                                 |
| GeoJournal                                                    | Springer                                          | Anglais                              | 1977      | Daniel Z. Sui | bimestriel     | Géographie humaine                                                 |
| Geo-öko                                                       | Université de Goettingen                          | Allemand                             | 1980      | Gerhard Gerold | semestriel     | Géoécologie                                                        |
| Global Environmental Change                                   | Elsevier                                          | Anglais                              | 1990      | J. Barnett, M. Betsill, Declan Conway, L. Lebel, K. Seto                                                                                            | bimestriel     | Changement climatique global                                       |
| Health & Place                                                | Elsevier                                          | Anglais                              | 1995      | Jamie Pearce | bimestriel     | Géographie de la santé                                             |
| Hérodote                                                      | La Découverte                                     | Français                             | 1976      | Béatrice Giblin, Yves Lacoste | trimestriel    | Géopolitique                                                       |
| Imago Mundi                                                   | Routledge                                         | Anglais                              | 1935      | Catherine Delano Smith | semestriel     | Histoire de la cartographie                                        |
| International Journal of Digital Earth                        | Routledge                                         | Anglais                              | 2008      | Guo Huadong et Wang Changlin | bimestriel     | Système d'information géographique                                 |
| International Journal of Geographical Information Science     | Routledge                                         | Anglais                              | 1987      | Brian Lees, Sytze de Bruin, Robert Weibel, May Yuan, Bo Huang, Shawn Laffan, Alexis Comber                                                          | mensuel        | Système d'information géographique                                 |
| International Journal of Sustainable Transportation           | Routledge                                         | Anglais                              | 2007      | S.C. Wong et Keechoo Choi | trimestriel    | Géographie des transports                                          |
| International Journal of Urban and Regional Research          | Wiley                                             | Anglais                              | 1977      | Julie-Anne Boudreau, Matthew Gandy et Maria Kaika                                                                                                   | bimestriel     |                                                                    |
| International Planning Studies                                | Routledge                                         | Anglais                              | 1996      | Shin Lee, Scott Orford et Francesca Sartorio | trimestriel    | Aménagement                                                        |
| International Regional Science Review                         | SAGE                                              | Anglais                              | 1975      | Alan T. Murray et Tony H. Grubesic | trimestriel    | Science régionale                                                  |
| L'Information géographique                                    | Armand Colin                                      | Français                             | 1936      | Denis Retaillé | trimestriel    |                                                                    |
| ISPRS Journal of Photogrammetry and Remote Sensing            | Elsevier                                          | Anglais                              | 1965      | D. Lichti, Q. Weng | mensuel        | Télédétection                                                      |
| Journal of the American Planning Association                  | Routledge                                         | Anglais                              | 1935      | Sandi Rosenbloom | trimestriel    | Aménagement                                                        |
| Journal of Biogeography                                       | Wiley                                             | Anglais                              | 1974      | Robert J. Whittaker | mensuel        | Biogéographie                                                      |
| Journal of Economic Geography                                 | SAGE                                              | Anglais                              | 2001      | Harald Bathelt, Kristian Behrens, Neil Coe, William R. Kerr                                                                                         | bimestriel     | Géographie économique                                              |
| Journal of Environmental Policy & Planning                    | Routledge                                         | Anglais                              | 1999      | Carsten Daugbjerg, Geraint Ellis, Peter Feindt, et Alex Franklin                                                                                    | bimestriel     | Politiques et aménagements environnementaux                        |
| Journal of Geographical Systems                               | Springer                                          | Anglais                              | 1999      | Manfred M. Fischer et Antonio Páez | trimestriel    | Analyse spatiale Science régionale                                 |
| Journal of Historical Geography                               | Elsevier                                          | Anglais                              | 1975      | Christian Brannstrom, Miles Ogborn | trimestriel    | Géographie historique                                              |
| Journal of Planning Education and Research                    | SAGE                                              | Anglais                              | 1981      | Subhrajit Guhathakurta et Nancey Green Leigh | trimestriel    | Aménagement                                                        |
| Journal of Political Ecology                                  | University of Arizona library                     | Anglais                              | 1994      | Simon P.J. Batterbury, Casey Walsh, James Greenberg, Thomas K. Park                                                                                 | Annuel         | Écologie politique                                                 |
| Journal of Regional Science                                   | Wiley                                             | Anglais                              | 1958      | Marlon G. Boarnet, Steven Brakman, Mark D. Partridge et Gianmarco I.P. Ottaviano                                                                    | bimestriel     | Science régionale                                                  |
| Journal of Rural Studies                                      | Elsevier                                          | Anglais                              | 1985      | Michael Woods | trimestriel    | Géographie rurale                                                  |
| Journal of Spatial Information Science                        | Open Journal Systems                              | Anglais                              | 2010      | Matt Duckham, Jörg-Rüdiger Sack, Michael Worboys | semestriel     | Analyse spatiale Système d'information géographique                |
| Journal of Sustainable Tourism                                | Routledge                                         | Anglais                              | 1993      | Bill Bramwell, James Higham, Bernard Lane et Graham Miller                                                                                          | 10 / an        | Tourisme                                                           |
| Journal of Transport Geography                                | Elsevier                                          | Anglais                              | 1993      | Tim Schwanen | trimestriel    | Géographie des transports                                          |
| Journal of Travel Research                                    | SAGE                                              | Anglais                              | 1968      | Geoffrey I. Crouch | bimestriel     | Tourisme                                                           |
| Justice Spatiale / Spatial Justice                            |                                                   | Français, Anglais                    | 2009      | Claire Hancock, Murielle Froment-Meurice | biannuel       | Justice spatiale, géographie politique, géographie sociale         |
| Landscape Ecology                                             | Springer                                          | Anglais                              | 1988      | Jianguo Wu | mensuel        | Écologie du paysage                                                |
| Land Use Policy                                               | Elsevier                                          | Anglais                              | 1984      | G.M. Robinson | mensuel        | Utilisation du sol                                                 |
| Mappemonde                                                    | UMR 7300 ESPACE / UMR LISST                       | Français                             | 1986      | Laeticia Faure, Anne-Christine Bronner, Denis Eckert, Laurent Jégou, Christine Zanin                                                                | trimestriel    | Cartographie - images géographiques                                |
| Maritime Policy and Management                                | Routledge                                         | Anglais                              | 1973      | Kevin Li et Heather McLaughlin | 7 / an         | Géographie des transports, Mers et océans Conteneurisation         |
| Méditerranée                                                  | OpenEdition                                       | Français                             | 1960      | Christophe Morhange | semestriel     | Mer Méditerranée                                                   |
| Mitteilungen der Österreichischen Geographischen Gesellschaft | Société de géographie autrichienne                | Allemand, Anglais                    | 1856      | Peter Jordan | annuel         |                                                                    |
| Netcom                                                        | OpenEdition                                       | Anglais, Français                    | 1987      | Henry Bakis et Philippe Vidal | semestriel     | TIC et réseaux                                                     |
| Networks and Spatial Economics                                | Springer                                          | Anglais                              | 2006      | Terry L. Friesz, Aura Reggiani, Georgia Perakis | trimestriel    | Réseaux                                                            |
| Norois                                                        | OpenEdition                                       | Français                             | 1953      | Céline Barthon et Grégoire Maillet | trimestriel    |                                                                    |
| Physio-Géo                                                    | OpenEdition                                       | Français                             | 2007      | Claude Martin | annuel         | Géographie physique                                                |
| Planning Theory                                               | SAGE                                              | Anglais                              | 2002      | Michael Gunder | trimestriel    | Géographie urbaineUrbanisme                                        |
| Political Geography                                           | Elsevier                                          | Anglais                              | 1982      | J. O'Loughlin | bimestriel     | Géographie politique                                               |
| Population, Space and Place                                   | Wiley                                             | Anglais                              | 2004      | A. M. Findlay et C. H. Mulder | mensuel        | Géographie de la populationDémographie                             |
| The Professional Geographer                                   | Routledge                                         | Anglais                              | 1949      | Barney Warf | trimestriel    |                                                                    |
| Progress in Human Geography                                   | SAGE                                              | Anglais                              | 1977      | Noel Castree | bimestriel     | Géographie humaine                                                 |
| Progress in Physical Geography                                | SAGE                                              | Anglais                              | 1977      | Nicholas Clifford | bimestriel     | Géographie physique                                                |
| Progress in Planning                                          | Elsevier                                          | Anglais                              | 1969      | N. Gallent | 8 / an         | Aménagement, Urbanisme                                             |
| Raumforschung und Raumordnung                                 | Springer                                          | Allemand                             | 1936      | Andreas Klee et Wladimir Sgibnev | bimensuel      | Analyse spatiale et aménagement du territoire                      |
| Remote Sensing                                                | MDPI                                              | Anglais                              | 2009      | Prasad S. Thenkabail | mensuel        | Télédétection                                                      |
| Revue de géographie alpine                                    | OpenEdition                                       | Français                             | 1913      | Dominique Baud et Sylvie Duvillard | triennal       |                                                                    |
| Social science computer review                                | SAGE                                              | Anglais                              | 1983      | G. Garson, Ronald Anderson | trimestriel    |                                                                    |
| Space and Polity                                              | Routledge                                         | Anglais                              | 1997      | Ronan Paddison et Mark Purcell | 3 / an         |                                                                    |
| Standort – Zeitschrift für Angewandte Geographie              | Springer                                          | Allemand                             | 1977      | Ute Christina Bauer | trimestriel    | Géographie appliquée                                               |
| Sud-Ouest européen                                            | OpenEdition                                       | Français                             | 1998      | Philippe Dugot | semestriel     | Géographie régionale                                               |
| Sustainability Science                                        | Springer                                          | Anglais                              | 2006      | Kazuhiko Takeuchi | trimestriel    | Durabilité                                                         |
| Territoire en mouvement                                       |                                                   | Français                             |           | |                | (remplace Hommes et Terres du Nord depuis 2006)                    |
| Tijdschrift voor Economische en Sociale Geografie             | Wiley                                             | Anglais                              | 1967      | Frank van Oort | trimestriel    | Géographie économique et Géographie sociale                        |
| Transactions of the Institute of British Geographers          | Wiley                                             | Anglais                              | 1933      | Gavin Bridge | trimestriel    |                                                                    |
| Transport Policy                                              | Elsevier                                          | Anglais                              | 1993      | R. Vickerman | bimestriel     | Géographie des transports                                          |
| Urban Geography                                               | Routledge                                         | Anglais                              | 1980      | Elvin Wyly, Carolyn Cartier, Thomas J. Cooke, Richard G. Shearmur, Kevin Ward                                                                       | 8 / an         | Géographie urbaine                                                 |
| Urban Policy and Research                                     | Routledge                                         | Anglais                              | 1982      | Paul Maginn, Carey Curtis, Scott Baum, Nicole Gurran, Patricia Austin, Jago Dodson                                                                  | trimestriel    | Géographie urbaine, politiques urbaines                            |
| Urban studies                                                 | SAGE                                              | Anglais                              | 1964      | Tony O'Sullivan | mensel         | Géographie urbaine                                                 |
| VertigO                                                       | OpenEdition                                       | Français                             | 2000      | Éric Duchemin et Louise Vandelac | triennal       | Environnement                                                      |
| Water Alternatives                                            | Water Alternatives                                | Anglais                              | 2008      | Ruth Meinzen-Dick, François Molle et Peter P. Mollinga                                                                                              | 3 / an         | Eau, irrigation, environnement                                     |
| WIREs Climate Change                                          | Wiley                                             | Anglais                              | 2010      | Mike Hulme | bimestriel     | Changement climatique global                                       |
| World Development                                             | Elsevier                                          | Anglais                              | 1973      | Arun Agrawal | mensuel        | Géographie du développement                                        |
| Zeitschrift für Geomorphologie                                | Borntraeger                                       | Allemand, Anglais, Français          | 1957      | Monique Fort, Jörg Völkel, Brigitta Schütt, Johannes B. Ries, Roland Mäusbacher, Henry Lin, Michael Becht et Wilfried Haeberli                      | trimestriel    | Géomorphologie                                                     |
| Zeitschrift für Wirtschaftsgeographie                         | Buchenverlag                                      | Allemand                             | 1957      | Walter Thomi, Sebastian Henn et Helmut Schneider | trimestriel    | Géographie économique                                              |

## Ne paraissant plus
| Titre                                            | Éditeur | Langue   | Fondation | Arrêt | Orientation |
| ------------------------------------------------ | ------- | -------- | --------- | ----- | ----------- |
| Bulletin de l'Association de Géographes Français |         | Français | 1924      | 2009  |             |
| Petermanns Geographische Mitteilungen            |         | Allemand | 1855      | 2004  |             |

## Diverses revues
- Mosella
- Revue géographique de l'Est